# 閻佐
閻佐（1432年—？），字文輔，陝西西安府商縣人，明朝政治人物。進士出身。

## 生平
陝西鄉試第十名。天順八年（1464年）甲申科會試第一百九十七名，殿試登進士第三甲第四十一名。

## 家族
曾祖閻亮。祖父閻銓。父亲閻英。